# Oppefra & Ned
Oppefra & Ned er det andet studiealbum fra den danske sanger og sangskriver Søren Huss, der blev udgivet den 15. oktober 2012. Albummet følger op på solodebuten Troen & Ingen (2010), der omhandlede sorgen over at have mistet sin kæreste i en trafikulykke. Modsat det forrige album er der ingen kærlighedssange på Oppefra & Ned, da Søren Huss følte han havde brug for et "musikalsk spark i røven": "Troen & Ingen var jo nærmest en lang kærlighedshistorie og præget af, at jeg var i dyb sorg. Det er anderledes denne gang. Jeg er ikke længere i sorg, jeg er kommet videre i mit liv og har stræbt efter at lave en mere up-tempo plade, der handler om andre ting."
Albummet er primært indspillet i Saybias studie A Kind of Eden i Køge, og er produceret af Søren Huss sammen med Hussband, der består af Christoffer Møller, Jeppe Kjellberg, Morten Jørgensen og Jesper Elnegaard.
"Den dér isme" blev udgivet som albummets første single den 10. september 2012. Om sangen udtalte Søren Huss: "Jeg vil ikke løbe fra, at denne her sang er i familie med gammeldags protestsange. Men hvor 70'ernes sange ofte stillede sig ovre på den ene fløj, pudsede glorien, moraliserede og opildnede til kamp, er denne her skrevet i afmagt. [...] Sangen skal blot ses som en kommentar og et uundgåeligt udbrud af frustration over ikke at kunne se en forandring eller løsning i horisonten." Den 29. oktober 2012 blev "De sorte tal" udsendt som anden single fra albummet.
Oppefra & Ned debuterede på førstepladsen af hitlisten den 26. oktober 2012, med 1962 solgte eksemplarer i den første uge. Albummet modtog i april 2013 guld for 10.000 solgte eksemplarer.

## Spor
- Alle sange er skrevet og arrangeret af Søren Huss. Musik arrangeret af Hussband.

| #   | Titel                     | Længde |
| --- | ------------------------- | ------ |
| 1.  | "Det er ganske enkelt"    | 3:57   |
| 2.  | "De sorte tal"            | 3:45   |
| 3.  | "Den dér isme"            | 3:43   |
| 4.  | "Oppefra & Ned"           | 3:48   |
| 5.  | "Ambassade"               | 5:05   |
| 6.  | "Fru Mørke"               | 3:29   |
| 7.  | "Koma"                    | 5:05   |
| 8.  | "Adgang forbudt"          | 3:50   |
| 9.  | "Øjeblikket"              | 3:49   |
| 10. | "Den smukkeste sommerdag" | 3:57   |

## Personel
- Søren Huss – sangskriver, arrangement af sange, vokal, akustisk guitar, elektrisk guitar, klaver, flygelhorn, klokkespil, producer, strygerarrangement
- Hussband – arrangement af musik, producer
- Christoffer Møller – klaver, synthesizer, euphonium, strygerarrangement
- Jeppe Kjellberg – elektrisk guitar, akustisk guitar, mandolin
- Morten Jørgensen – bas
- Jesper Elnegaard – trommer, percussion
- Tobias Durholm – violin
- Anna Zelianodjevo – violin
- Stine Hasbirk – bratsch
- Emilie Eskær – cello
- Nikolaj Busk – mundharmonika
- Kevin Le Geyt – indspilning af musik og vokaler
- Frank Birch Pontoppidan – indspilning af yderligere vokaler
- Mads Mølgaard Helbæk – indspilning af strygere og percussion
- Michael Patterson – mixer
- Paul Logus – mastering

## Hitliste
| Hitliste (2012)        | Højeste placering |
| ---------------------- | ----------------- |
| Danmark (Album Top-40) | 1                 |